# Légers quiproquos
Pour plus de détails, voir Fiche technique et Distribution.
Légers quiproquos (Piccoli equivoci) est un film italien réalisé par Ricky Tognazzi, sorti en 1989, avec Sergio Castellitto, Lina Sastri, Roberto Citran, Nancy Brilli, Nicola Pistoia (it) et Pino Quartullo dans les rôles principaux. Il s'agit du premier film de Tognazzi, qui remporte le Ruban d'argent du meilleur nouveau réalisateur, le David di Donatello du meilleur réalisateur débutant et le Ciak d'oro avec cette réalisation.

## Synopsis
À Rome, Paolo (Sergio Castellitto), un acteur à l'arrêt, est toujours amoureux de Francesca (Lina Sastri), son ancienne partenaire dans la vie et sur les planches. Celle-ci l'a pourtant quitté pour vivre avec leur ancien régisseur, Piero (Pino Quartullo). En attendant, Paolo, lui, vit toujours dans la maison où ils se sont aimés puis séparés et où il erre aujourd'hui sans but. Pour marquer le retour de Francesca, qui souhaite récupérer sa maison vide afin de commencer une nouvelle vie, il prépare un dîner et invite Sophie (Nancy Brilli), une amie.

## Fiche technique
- Titre : Légers quiproquos
- Titre original : Piccoli equivoci
- Réalisation : Ricky Tognazzi
- Scénario : Claudio Bigagli, Simona Izzo et Ruggero Maccari
- Photographie : Alessio Gelsini Torresi (it)
- Montage : Carla Simoncelli
- Musique : Enzo Jannacci et Paolo Jannacci (it)
- Décors : Mariangela Capuano
- Costumes : Maurizio Millenotti (it)
- Producteur : Franco Committeri (it)
- Société de production : Massfilm
- Pays d'origine :  Italie
- Langue : Italien
- Format : Couleur
- Genre : Comédie
- Durée : 84 minutes
- Dates de sortie :
  - France : 18 mai 1989 (Festival de Cannes 1989)
  - Italie : 19 mai 1989
  - France : 24 janvier 1990

## Distribution
- Sergio Castellitto: Paolo
- Lina Sastri: Francesca
- Roberto Citran: Giuliano
- Nancy Brilli: Sophie
- Nicola Pistoia (it): Enrico
- Pino Quartullo : Piero

## Autour du film
- Le film est présenté en France lors du Festival de Cannes 1989 durant la Quinzaine des réalisateurs.

## Prix
- Ruban d'argent du meilleur nouveau réalisateur en 1990 pour Ricky Tognazzi.
- Ruban d'argent de la meilleure actrice dans un second rôle en 1990 pour Nancy Brilli.
- David di Donatello du meilleur réalisateur débutant en 1990 pour Ricky Tognazzi.
- David di Donatello de la meilleure actrice dans un second rôle en 1990 pour Nancy Brilli.
- Ciak d'oro de la meilleure première œuvre en 1990 pour Ricky Tognazzi.

### Nominations
- David di Donatello de la meilleure actrice en 1990 pour Lina Sastri.
- David di Donatello du meilleur acteur en 1990 pour Sergio Castellitto.
- David di Donatello du meilleur acteur dans un second rôle en 1990 pour Roberto Citran.
- David di Donatello pour la meilleure chanson originale en 1990 à Enzo Jannacci et Paolo Jannacci (it).
- Ciak d'oro de la meilleure actrice dans un second rôle en 1990 pour Nancy Brilli.
- Ciak d'oro du meilleur scénario en 1990 pour Claudio Bigagli, Simona Izzo et Ruggero Maccari.